# Campionati del mondo di ciclismo su pista 2009 - 500 metri a cronometro
La 500 metri a cronometro ai Campionati del mondo di ciclismo su pista 2009 si svolse il 25 marzo 2009.
La prova, disputata in gara unica, vide impegnate 23 atlete di 20 Paesi differenti. La lituana Simona Krupeckaitė vinse la medaglia d'oro registrando anche il nuovo record mondiale della specialità.

## Record del mondo
| Record del mondo | Record del mondo | Record del mondo | Record del mondo | Record del mondo |
| ---------------- | ---------------- | ---------------- | ---------------- | ---------------- |
| WR               | 33"588           | Anna Meares      | Palma di Maiorca | 31 marzo 2007    |

## Risultati
| Posizione | Ciclista            | Tempo 0-250 m | Tempo 250-500 m | Tempo  | Velocità (km/h) | Note |
| --------- | ------------------- | ------------- | --------------- | ------ | --------------- | ---- |
| 1         | Simona Krupeckaitė  | 18"841        | 14"455          | 33"296 | 54,060          | WR   |
| 2         | Anna Meares         | 18"977        | 14"819          | 33"796 | 53,260          |      |
| 3         | Victoria Pendleton  | 19"333        | 14"819          | 34"102 | 52,782          |      |
| 4         | Sandie Clair        | 19"072        | 15"042          | 34"114 | 52,764          |      |
| 5         | Willy Kanis         | 19"327        | 14"931          | 34"258 | 52,542          |      |
| 6         | Kaarle McCulloch    | 19"161        | 15"115          | 34"276 | 52,514          |      |
| 7         | Lisandra Guerra     | 19"070        | 15"288          | 34"358 | 52,389          |      |
| 8         | Vol'ha Panaryna     | 19"629        | 14"928          | 34"557 | 52,087          |      |
| 9         | Miriam Welte        | 19"549        | 15"278          | 34"827 | 51,684          |      |
| 10        | Yvonne Hijgenaar    | 19"862        | 15"192          | 35"054 | 51,349          |      |
| 11        | Kristina Vogel      | 20"159        | 15"119          | 35"278 | 51,023          |      |
| 12        | Elisa Frisoni       | 20"114        | 15"295          | 35"409 | 50,834          |      |
| 13        | Gong Jinjie         | 19"554        | 15"888          | 35"442 | 50,787          |      |
| 14        | Anna Blyth          | 20"024        | 15"419          | 35"443 | 50,785          |      |
| 15        | Ol'ga Strel'cova    | 20"081        | 15"629          | 35"710 | 50,406          |      |
| 16        | Huong Ting Ying     | 20"488        | 15"743          | 35"924 | 50,105          |      |
| 17        | Zheng Lulu          | 20"340        | 15"480          | 35"965 | 50,048          |      |
| 18        | Diana María García  | 20"289        | 15"745          | 36"034 | 49,952          |      |
| 19        | Lee Wai Sze         | 20"193        | 15"910          | 36"103 | 49,857          |      |
| 20        | Helena Casas        | 20"257        | 15"623          | 36"319 | 49,560          |      |
| 21        | Aleksandra Drejgier | 20"068        | 16"010          | 36"475 | 49,348          |      |
| 22        | Jutatip Maneephan   | 20"565        | 16"240          | 36"673 | 49,082          |      |
| 23        | Cinthia Martínez    | 21"887        | 16"764          | 38"652 | 46,570          |      |